# عملية حمض الكبريتيك الرطب

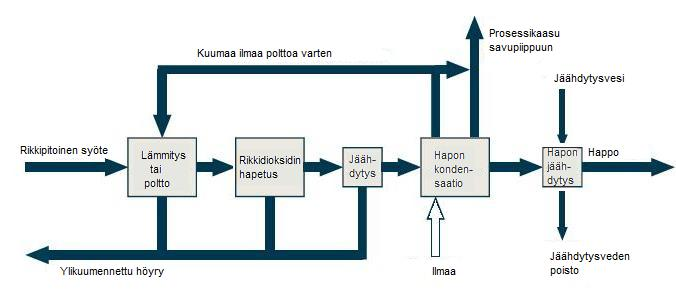

طريقة حمض الكبريتيك الرطب (طريقة WSA) هي إحدى الطرق الرئيسية لنزع الكبريت من الغاز والموجودة في السوق اليوم. ومنذ أن قدمت الشركة الدنماركية هولدر توبسو المصنعة للمواد الحفازة هذه التكنولوجيا وسجلتها كبراءة اختراع في أواخر ثمانينيات القرن العشرين، تم الاعتراف بها كطريقة فعالة لاستخلاص الكبريت من مختلف الغازات العملية في شكل حمض الكبريتيك (H2SO4) ذي الجودة التجارية، مع الإنتاج المتزامن للبخار عالي الضغط. يتم تطبيق طريقة حمض الكبريتيك الرطب في جميع الصناعات التي تركز على إزالة الكبريت.
وتعتبر طريقة حمض الكبريتيك الرطب مناسبة بشكل خاص لمعالجة التيارات التي تحتوي على عنصر أو أكثر من الكبريت مثل، :
غاز *H2S من وحدة معالجة الغاز بالأمين على سبيل المثال
- الغاز المنبعث من نازع المياه الحامضة (غاز نازع المياه الحامضة)
- الغاز المنبعث من طريقة ريستيسول
- الحمض المستهلك من الألكلة على سبيل المثال

الغاز المصاحب *لعملية كلوز
- الغاز المنبعث من غلاية حرق فحم الكوك أو المخلفات الثقيلة
- الغازات الصاعدة من الغلاية نتيجة العمليات المختلفة لإزالة ثنائي أكسيد الكبريت وأكسيد النيتروجين وبعض الجزيئات من الغازات المتصاعدة
- الغاز المنبعث من عملية الصناعة المعدنية
- عملية إنتاج حمض الكبريتيك

## العملية
التفاعلات الرئيسية التي تحدث في طريقة حمض الكبريتيك الرطب
- الاحتراق: 	H2S + 1.5 O2 = H2O + SO2 + 518 كيلو جول/مول
- الأكسدة: 	SO2 + ½O2 = SO3 + 99 كيلو جول/مول (في وجود محفز أكسيد الفاناديوم)
- الترطيب: 	SO3 + H2O = H2SO4 (g) + 101 كيلو جول/مول
- التكثيف: 	H2SO4 (g) = H2SO4 (l) + 90 كيلو جول/مول

يتم استخدام الطاقة الناتجة عن التفاعلات المذكورة أعلاه في إنتاج البخار. ينتج حوالي 2-3 طن بخار عالي الضغط لكل طن من الحمض.

## التطبيقات الصناعية
الصناعات التي يتم بها إقامة مصانع خاصة بطريقة حمض الكبريتيك الرطب:
- التكرير وقطاع البتروكيماويات
- صناعة المعادن
- الصناعة القائمة على الفحم (فحم الكوك والتحويل إلى الغاز)
- قطاع الطاقة
- صناعة الفسكوز
- صناعة حمض الكبريتيك

## طريقة حمض الكبريتيك الرطب لأجهزة التحويل إلى الغاز
غاز الحمض الناتج عن طريقة ريستيسول-، طريقة سيليكسول-، معالجة الغاز بالأمين أو الطرق المشابهة بعد أن يحتوي جهاز التحويل إلى الغاز على H2S، وCOS، والهيدروكربونات بالإضافة إلى CO2. وغالبًا ما كانت هذه الغازات تتصاعد وتعود إلى الغلاف الجوي، ولكن الآن يحتاج الغاز الحمضي إلى تنقية لكي لا يؤثر على البيئة التي ينبعث منها SO2.
وطريقة حمض الكبريتيك الرطب لا يمكنها فقط تلبية متطلبات إزالة SO2، ولكنها تقبل أيضًا مجموعة واسعة من تركيبات غاز التغذية.
يوفر المصنع الخاص بطريقة حمض الكبريتيك الرطب استخلاص عالي للكبريت وتؤدي الحرارة المستردة إلى إنتاج كميات كبيرة من البخار. ويرتفع معدل استرداد الحرارة وينخفض استهلاك مياه التبريد، الأمر الذي يؤدي إلى تنفيذ هذه الطريقة بتكلفة عالية جدًا.

### لماذا تُستخدم طريقة حمض الكبريتيك الرطب في عملية التحويل إلى الغاز؟
- المرونة في تكوين التغذية
- يتم استرداد أكثر من 99% من الكبريت وحمض الكبريتيك المركز من النوع التجاري
- اقتصاد تشغيلي جذاب
- تصميم بسيط، عملية بسيطة

### أمثلة على طريقة حمض الكبريتيك الرطب في عملية التحويل إلى الغاز
المثال الأول:
- تدفق غاز التغذية: 14000 نيوتن متر3/ساعة
- التركيب [الحجم %]: 5.8% H2S، و1.2% COS، و9.7% HC و77.4% CO2
- تركيز SOx [الحجم %]: 1.58%

إنتاج *H2SO4: 106 طن متري في اليوم
- إنتاج البخار: 53 طنًا/ساعة
- استهلاك مياه التبريد: 8 م3/طن من الحمض (دلتا T= 10 درجة مئوية)
- استهلاك الوقود: 1000 نيوتن متر3/ساعة (قيمة التدفئة المنخفضة = 2821 كيلو كالوري/نيوتن متر3)

المثال الثاني:
سيتم بناء مصنع للكبريت في الصين بالاشتراك مع مصنع للأمونيا، وإنتاج 500 كيلو طن / سنويًا من الأمونيا لإنتاج الأسمدة

## تجديد الأحماض المستهلكة وإنتاج حمض الكبريتيك
يمكن أيضًا استخدام طريقة حمض الكبريتيك الرطب في إنتاج حمض الكبريتيك من حرق الكبريت أو لتجديد الحمض المستهلك على سبيل المثال من مصانع الألكلة. وطرق تحفيز الرطوبة تختلف عن غيرها من طرق اتصال حمض الكبريتيك من حيث احتواء غاز التغذية على رطوبة زائدة عند اتصاله بالمحفز. ويتكون ثلاثي أكسيد الكبريت من الأكسدة التحفيزية التي تتم عن طريق التفاعل الفوري لثنائي أكسيد الكبريت مع الرطوبة لإنتاج حمض الكبريتيك في مرحلة البخار بالدرجة التي تحددها درجة الحرارة. ويتكون الحمض السائل بعد ذلك عن طريق تكثيف بخار حمض الكبريتيك وليس عن طريق امتصاص ثلاثي أكسيد الكبريت من حمض الكبريتيك المركز، كما هو الحال في طرق الاتصال التي تعتمد على الغازات الجافة.
ويعتمد تركيز الحمض الناتج على نسبة H2O/SO3 في الغازات المحولة بشكل تحفيزي وعلى درجة حرارة التكثيف.
يتم تبريد غازات الاحتراق بدرجة حرارة مدخل المحول والتي تبلغ حوالي 420-440 درجة مئوية. ولمعالجة هذه الغازات الرطبة في عملية اتصال الغاز البارد التقليدية (DCDA)، سيحتاج المصنع إلى تبريد الغاز وتجفيفه لإزالة الرطوبة بالكامل. ومن ثم، تعتبر طريقة حمض الكبريتيك الرطب في كثير من الحالات وسيلة أكثر كفاءة من حيث التكلفة لإنتاج حمض الكبريتيك.
ويستخدم نحو 80% إلى 85% من إنتاج الكبريت في العالم في تصنيع حمض الكبريتيك. ويستخدم 50% من إنتاج حمض الكبريتيك في العالم في إنتاج الأسمدة، وبشكل أساسي لتحويل الفوسفات إلى أشكال قابلة للذوبان في الماء، وفقًا لدليل الأسمدة، الذي نشر بالاشتراك مع منظمة الأمم المتحدة للتنمية الصناعية (UNIDO) والمركز الدولي لتطوير الأسمدة.